# Misumenops pallens
Misumenops pallens là một loài nhện trong họ Thomisidae.
Loài này thuộc chi Misumenops. Misumenops pallens được Eugen von Keyserling miêu tả năm 1880.